# 안찰사
안찰사(按察使)는 중국, 한국, 일본에서 임명된 지방관의 칭호이다. 당나라 시대에 주(州)의 자사(刺史), 현(縣)의 영(令)을 두었으며, 전국을 10도(道)로 나누었는데, 그 지방행정조직을 감독하였다.

## 고려
초기에는 절도사(節度使)가 있었는데, 1012년(현종 3년) 이를 없애고 안찰사를 두었으며, 1064년(문종 18년) 도부서(都部署)로 개칭, 다시 1113년(예종 8년)에는 안찰사로 환원했다. 1276년(충렬왕 2년) 안찰사를 안렴사(按廉使)로 고쳤다. 1298년(충렬왕 24년)에는 지역이 넓은 경상·전라·충청의 3도에 안렴부사(按廉副使)를 두고 동계(東界)의 안집사(按集使)를 없애어 교주(交州)의 안렴사가 겸하게 했다. 그 후에도 직제(職制) 변화가 있었다.

## 같이 보기
- 고려의 중앙 관제
- 고려의 행정 구역
- 순찰사 / 순찰사 (한국)